# بليدنجتون
بليدنجتون (بالإنجليزية: Bledington) هي قرية وأبرشية مدنية في منطقة كوتسوولد في جلوسيسترشاير، إنجلترا، حيثُ تبعد حوالي أربعة أميال عن جنوب شرق ستو أون ذا وولد، وستة أميال جنوب غرب تشيبينج نورتون . قُدر عدد سكان الرعية المدنية عام 2014 بـما يقارب 490 نسمة.
تقع بليدنجتون في وادي إيفينلود وتشكل جزءًا من حدود مقاطعتي جلوسيسترشاير وأكسفوردشاير، وهي تمتد على جانب طريق أكسفوردشاير. تتميز المنطقة بتربة غرينية متناغمة، ولكن يمكن أن تُلاحَظ أيضًا وجود طين ثقيل في معظم الأراضي. تقع الرعية بأكملها تقريبًا ضمن منطقة لياس السفلى.
تتميز القرية بتصميم مبانيها على شكل مستطيل، حيث تقع الكنيسة في الزاوية الجنوبية، حيث تقع معظم المنازل القديمة في الجهة الشمالية الغربية. تمت عمليات تطوير وتوسيع شاملة للجزء الجنوبي من القرية بشكل كبير منذ عام 192.
تاريخ كنيسة الرعية يعود إلى القرن الثاني عشر، وقد تم توسيعها في القرن الخامس عشر. تضم القرية أيضًا مدرسة ابتدائية تعود تاريخها إلى أواخر القرن التاسع عشر. تجدر الإشارة إلى أن المتجر ومكتب البريد السابقين قد تم إغلاقهما منذ فترة طويلة، ولكن تم افتتاح متجر جديد تديره المجتمع في عام 2019. بالإضافة إلى ذلك، تقع قاعة القرية بالقرب من وسط القرية وهي عبارة عن حظيرة تعود إلى القرن الثامن عشر وتمتاز بسقف حجري على طراز كوتسوولد. تم تشكيل صندوق ائتماني وتم شراء المبنى في عام 1920 ليتم استخدامه من قبل سكان قريتي بليدنجتون وفوسكوت.  تم تجديده وإعادة تسقيفه في عام 2016.

## التاريخ
على الرغم من اكتشاف عملات رومانية بالقرب من مركز الرعية، إلا أنه من المرجح أن تأسست مستوطنة بليدنجتون (والمعروفة أيضًا باسم بلادينتون أو بلادينتون) في أواخر الفترة الزمنية الساكسونية. اكتسبت القرية اسمها من نهر بلادون القريب (الذي يعرف اليوم باسم إيفنلود) والذي يشكل الحدود الشرقية للرعية والمقاطعة. بسبب التربة الثقيلة والمشكلات في نظام الصرف الصحي، يبدو أن مدينة بليدنجتون نشأت في فترة ما بعد التاريخ وتطورت على مرتفعات تقع بالقرب من القصور الساكسونية القريبة. تم تسجيل قصر بلادينتونا على أنه من بين هدايا كوينوولف من ميرسيا لدير وينشكومب في عام 798،  واحتفظوا بالسيطرة لأكثر من 700 عام حتى حل الدير في عام 1539.
وجد في كتاب ونشيستر (عام 1086) أن هناك 22 أسرة تعيش في القصر، وهذا يشير إلى وجود حوالي 100 نسمة كسكان، ولكن لا يوجد رجال أحرار وليس هناك كاهن (وبالتالي، لا توجد كنيسة).  بحلول هذا الزمن، كانت حوالي نصف مساحة الأراضي في الرعية، والبالغة 1539 فدانًا، قد تم استصلاحها للزراعة (وتعادل حوالي 7 أجلود). أول ذكر لوجود كنيسة الرعية يعود إلى عام 1175 كما يُشير أدناه. كانت بليدنجتون لا تزال قرية صغيرة وفقيرة بما فيه الكفاية حتى تم تجميعها مع شيربورن في عام 1303 بهدف تحصيل رسوم فارسية لدعم حفل زفاف ابنة إدوارد الأول. 
وصل الموت الأسود (وباء الطاعون) إلى إنجلترا عام 1348، وتشير سجلات محكمة العزبة إلى وفاة واحد على الأقل من كل ثلاثة قرويين في بليدنجتون.  في عام 1402، أثر فقدان الدخل الناتج عن وباء الطاعون على الأنباط في وينتشكوم، حيث تقدم الأبات بطلب إلى الملك والبابا وأسقف وورسيستر للحصول على إذن للملكية الخاصة بالرعية، مما جعل الرعية الناتجة تكون تابعة للدير وتستفيد من عائدات الأراضي الكنسية والعشائر.  في عام 1546، بعد الحل، تم منح بيت القسيس، بما في ذلك المزرعة والعشور والقرابين، إلى عميد وفرع كنيسة المسيح ، أكسفورد.  ظل العميد والفصل من بين ملاك الأراضي الرئيسيين في بليدنجتون في القرن التاسع عشر،  ولكن بحلول منتصف القرن العشرين، تم بيع معظم أراضيهم تجزئةً، وكانت جزءًا فقط من مزرعة القرية لا تزال مملوكة لهم.
في مارس 1553، تم شراء القصر من التاج مقابل 897.13 جنيها إسترلينيا ونصف اليوم (25 ضعف دخل الإيجار) كجزء من حزمة استثمارية من قبل توماس لي (تاجر ثري في لندن).  في وقت ما، كانت عائلة لي تمتلك قصورًا في أدلستروب، ماوجيسبوري، ولونجبورو، بالإضافة إلى قريتهم الأصلية في ستونيلي. قبل بيع هذه الممتلكات، أُجري مسح مفصل للقصور، وتم اكتشاف وجود مرعى يستخدم لرعاية 870 خروفًا و124 ثورًا. تم استخدام الأراضي الصالحة للزراعة لزراعة القمح والشعير والبقول، بالإضافة إلى بعض زراعة القنب لأغراض الغزل. 
في القرن السابع عشر، بدأ أحفاد عائلة لي في بيع أجزاء من الممتلكات، وعلى وجه الخصوص للمستأجرين. ومع ذلك، لم تشمل هذه المبيعات الأراضي المجاورة. تكشف وصية عام 1710 أن مالكًا حرًا كان لديه 250 قطاعًا صالحًا للزراعة موزعة في 207 موقعًا.  تم تقسيم الأرض المشتركة الضيعة إلى أجزاء، معظمها مملوكة من قبل العمال الذين كان أسلافهم مستأجرين تقليديين في القرن السادس عشر، ولكنها لا تزال تستخدم كمرعى مشترك. 
في عام 1770، تم تجزئة ستة حقول مفتوحة بإجمالي مساحة 1,343 فدانًا، حيث تلقى ستة عشر مالك أماكن تخصيصية. على الرغم من وجود بعض التبادل في الأراضي بعد التجزئة، إلا أنه على العموم، ظلت الأراضي التابعة لكل مزرعة متناثرة. في تجزئة ثانية في عام 1831، تم تقسيم مساحة تبلغ 179 فدانًا بين تسعة ملاك عقارات.  في القرن التاسع عشر، بقيت مزرعة بليدنجتون غراوند ومزرعة القرية هما الأمتعة الزراعية الكبيرة الوحيدة. الأراضي الزراعية أنتجت القمح والشوفان والشعير.  وبحلول أواخر القرن التاسع عشر، تم أيضًا زراعة اللفت والتفاح.  بحلول منتصف القرن العشرين، توقفت هذه الصناعة بسبب تكلفة العمالة ونقص المرافق اللازمة لصنع عصير التفاح محليًا، لكن البساتين كانت لا تزال سمة بارزة للمناظر الطبيعية.
سُجل وجود مطحنة في بليدنجتون كجزء من ممتلكات دير وينشكوم في كتاب دومسدي. وكان هناك مطحن في بليدنجتون يعمل حتى عام 1935. 

## كنيسة الرعية

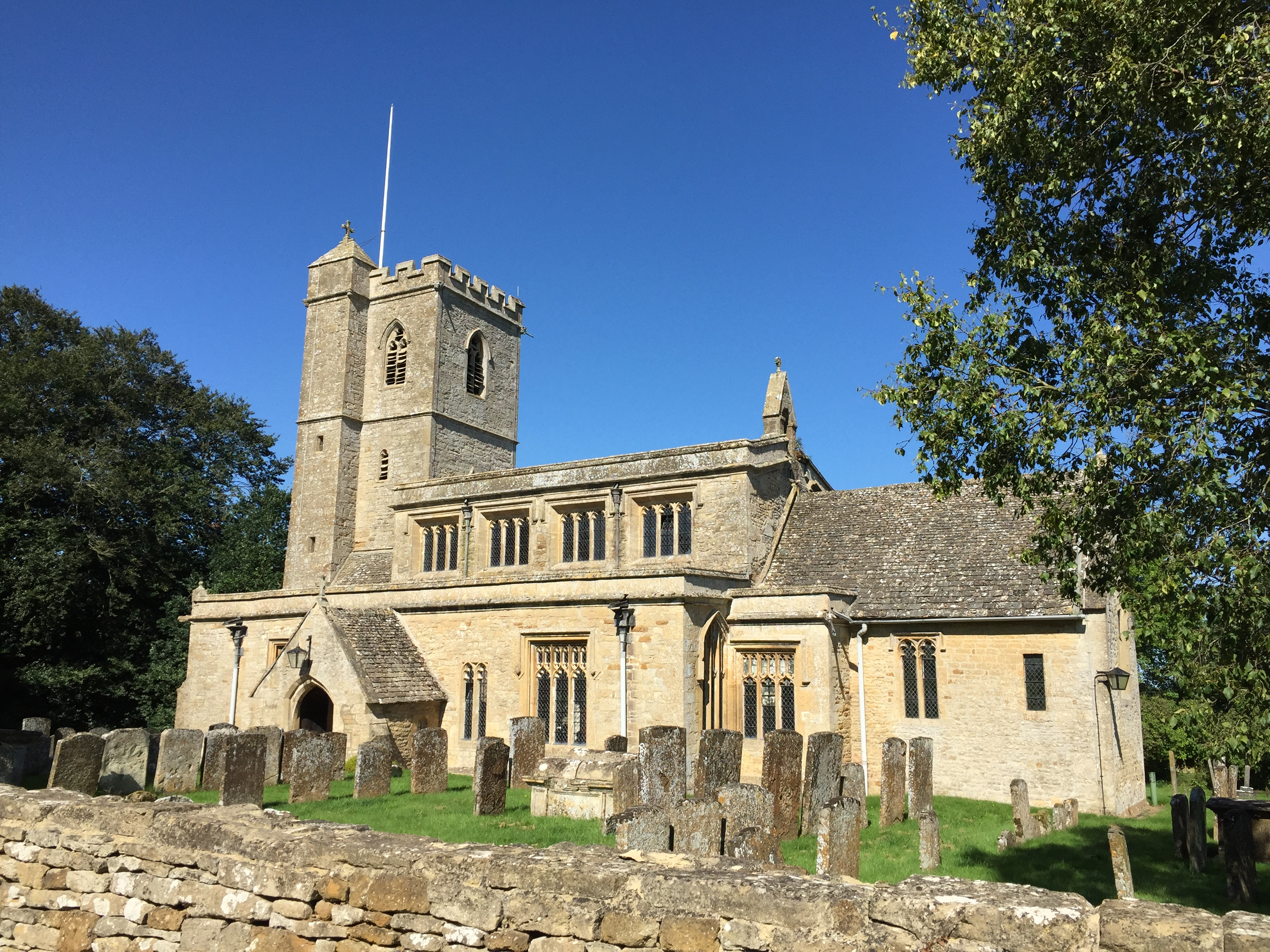
كنيسة سانت ليونارد في بليدنجتون.

كنيسة سانت ليونارد هي كنيسة الرعية المكرسة لسانت ليونارد. تشيدت الكنيسة من الحجر، وتمتلك أسقفًا من الرصاص وحجر كوتسوولد، وتتألف من مأذنة تحتوي على جرس صغير يُطلق عليه اسم "سانكتوس بيل كوت"، وسفينة كنيسة بنوافذ عالية مزودة بسلسلة من الأعمدة، وجناح جنوبي، ورواق جنوبي، وبرج غربي مزود بأسوار. تمت إعادة بناء الكنيسة بفخر في القرن الخامس عشر، على الرغم من الاحتفاظ بأجزاء قديمة، وزجاج النوافذ المرسوم في القرن الخامس عشر المحتفظ به في بعض النوافذ يعتبر ميزة ملحوظة.  أقرب إشارة معروفة إلى وجود كنيسة في بليدنجتون تعود إلى تأكيد رسمي بتاريخ 1175 من قبل البابا الكسندر الثالث للدير في وينشكوم لجميع كنائسه.  ويقال إن الجدران الشرقية والغربية للصحن تعود إلى هذا العصر.
تم بناء المأذنة وقاعة الكنيسة المكونة من ثلاثة أقسام، والرواق الجنوبي في القرن الثالث عشر، وتمت إضافة بعض النوافذ الجديدة في القرن الرابع عشر. بعد ذلك، تم إقامة برج ثلاثي المراحل مع سلم خارجي: حيث تعتبر الجدار الغربي للقاعة قاعدة الجدار الغربي للبرج والأقواس داخل القاعة تدعم جدران البرج الأخرى.
إحتوت عملية إعادة البناء الرئيسية في أواخر القرن الخامس عشر رفع سقف الصحن، وإدخال كتابي وحواجز ، وتجديد صحن الكنيسة والممر. كانت معظم النوافذ الجديدة مربعة الرأس، مع زخرف عمودي ، وخمس منها بها أقواس صور مغطاة في كل كشف. تم بناء فترة راحة بنافذة ثلاثية الأضواء تؤدي من الركن الجنوبي الغربي للمذبح إلى ممر مقنطر إلى الممر الجنوبي. المدخل الجنوبي من القرن الخامس عشر، ذو القوس المصبوب ومصدات الرأس، يحتفظ بجزء من بابه المبكر. في عام 1548، أمر اللورد الحامي سومرست، نيابة عن الملك الصبي إدوارد السادس ، بإزالة جميع الصور من الكنائس، وبحلول عام 1650، فقدت سانت ليوناردز شاشتها الحمراء وتماثيل النوافذ. حيثُ أصبحت الآن البقايا المخفية لزخارف الجدران السابقة مرئية جزئيًا، بما في ذلك امتداد نمط البناء المخصب بالورود والبتلات على شكل قلب والتي يعود تاريخها إلى القرن الرابع عشر على الجدار الغربي للمذبح وشخصية من أواخر العصور الوسطى، بمخطط أسود، من قديسة متوجة ذات شعر طويل على الجدار الشرقي للصحن. 
امتلأت النوافذ الثمانية في الجدار الشمالي للقاعة والنافذة المنحوتة في الجدار الجنوبي للمأذنة بزجاج مرسوم من العصر نفسه. يظل هذا الزجاج متواجدًا، في بعض الحالات كشظايا تم تجميعها معًا، وفي حالات أخرى كألواح تقريبًا كاملة. تمت اقتراح أن جون برود من ويستمنستر، صانع الزجاج المسؤول عن النوافذ المماثلة في كنيسة بيتشامب في وارويك. بعض النقوش وأسماء المتبرعين ما زالت مرئية، بما في ذلك واحدة تعود إلى عام 1470.
كان المبنى في حالة سيئة للغاية بحلول منتصف القرن التاسع عشر.  تم ترميمه في عام 1881  بواسطة جون إدوارد نايت كاتس ومرة أخرى بواسطة فرانك إرنست هوارد في عام 1923. تم استبدال المقاعد في عام 1904،  ولكن تم الاحتفاظ ببعض نهايات المقاعد التي تعود إلى القرن الخامس عشر بزخرفة عمياء مزخرفة. يعود تاريخ الخط على شكل حوض إلى القرن الثاني عشر، وقضبان الشركة وطاولة المذبح تعود إلى القرن السابع عشر، وبجانب المنبر الذي يعود تاريخه إلى القرن العشرين يوجد حامل قديم من الحديد المطاوع لساعة رملية. هناك خمسة أجراس تعود إلى القرن السابع عشر والسادس يعود تاريخه إلى عام 1811. أحد الجرس الذي تم صبه عام 1639 يحمل النقش "نحن أجراس بليدنجتون وتشارلز هو ملكنا" .
تشمل الرعية الكنسية كلاً من بليدنجتون وقرية فوسكوت في أوكسفوردشاير وتشكل جزءًا من منفعة إيفينلود فالي التابعة للكنيسة الأنجليكانية . تظل الرعاية مع عميد وفرع كنيسة المسيح.

## المباني البارزة الأخرى

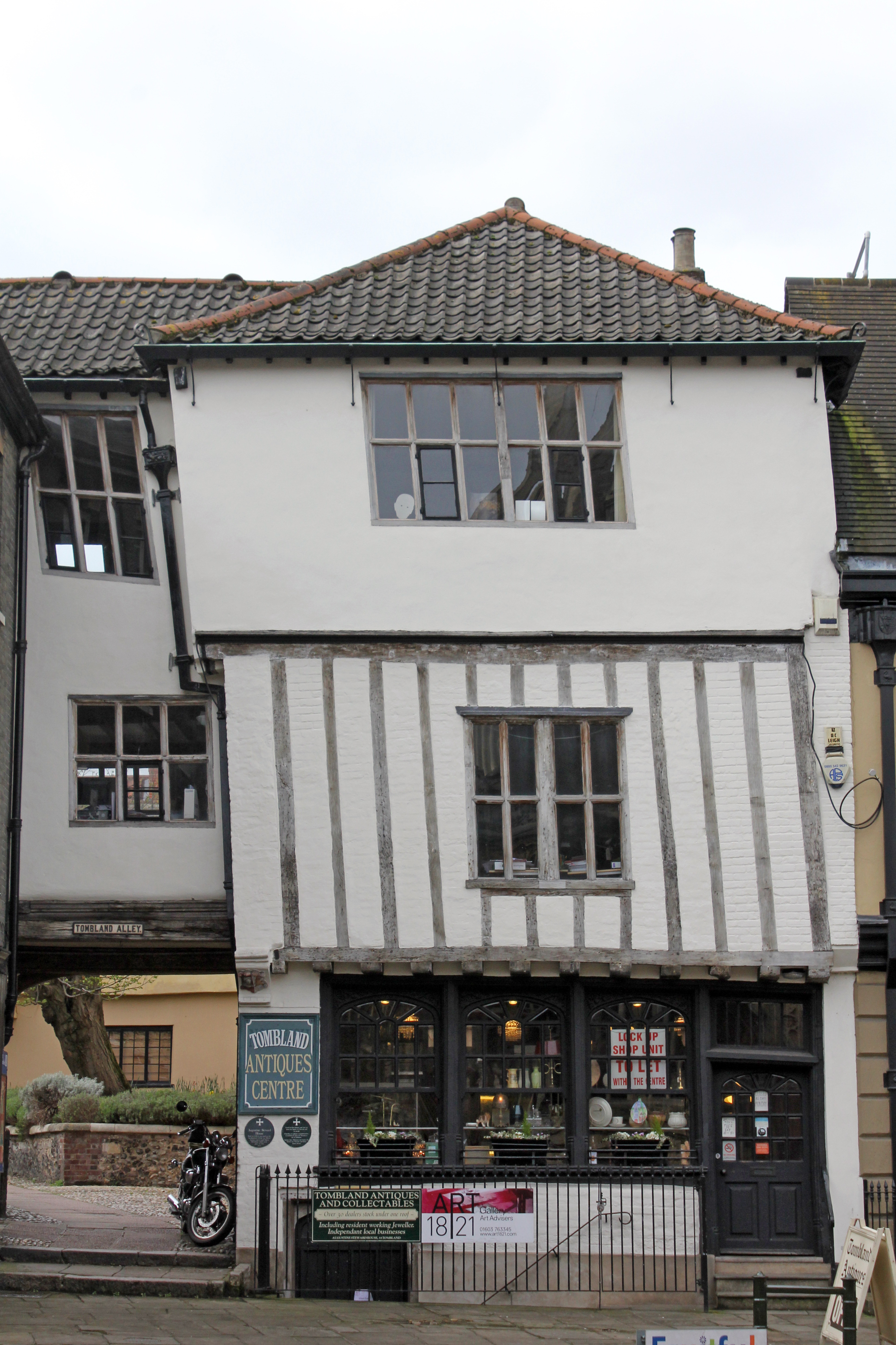
منزل الحاكم Steward's House.

يوجد العديد من المباني البارزة في القرية، من أهمها:
- منزل الحاكم (بالإنجليزية: Steward's House) في شارع تشابل يُقال إنه تم بناؤه كمنزل لمسؤول عقارات دير وينشكوم ويعود إلى القرن السابع عشر. كان التصميم الداخلي سابقًا عبارة عن ثلاث غرف متصلة بأبواب على الحائط الخلفي. الغرفة الوسطى السابقة تحتفظ بقسم بطول 2 أمتار من حائط زخرفة من الجص المرتفع، حيث يتميز الجزء الأوسط منه بزخارف نبات الكرم: الحافة العليا تتميز بشبابيك تنفجر ورتبة نباتية والحافة السفلية تحتوي على زخارف نباتية. هناك مدفأة مدمجة مع شريط تزييني بقوس تيودور مزخرف في نفس الغرفة.[23]

- مزرعة مانور (بالإنجليزية: Manor Farm) ربما تم بناؤها في موقع استراحة يستخدمها رهبان وينشكومب، ولها قلب مبكر على شكل حرف "T" يعود تاريخه إلى القرن السابع عشر إلى أوائل القرن الثامن عشر ولكن تم توسيعه بشكل كبير ج. 1900 بواسطة جاي دوبر وبالامتدادات الأحدث. [19] إنه مبني من الحجر الجيري المربع والمغطى بسقف من الحجر الجيري ومداخن من الحجر الجيري. كما هو الحال مع المنازل الرئيسية الأخرى في المنطقة، فهو مكون من طابقين وعلية مضاءة بنوافذ ناتئة. يحتوي الطابق الأول على نوافذ مشطوفة من الحجر مع أغطية متوقفة، بينما يحتوي الطابق الأرضي على نوافذ معدنية حتى الطابق الأرضي، وجميعها بألواح من الرصاص. تم تغيير موضع المدخل المركزي الأصلي والباب والباب المحيطي في ملحق أوائل القرن ويتكون من باب خشبي مرصع بمفصلات زخرفية داخل محيط مقوس على طراز تيودور مقولب مع ركائز مرتفعة ومنحوتة وأعمدة رفيعة على كلا الجانبين تدعم قاعدة مستطيلة. [23]

- مزرعة بانكس (بالإنجليزية: Banks Farm) هي مزرعة أخرى تمتاز بطرازها الكلاسيكي المصنوع من حجر كوتسوولد مع عناصر تعود إلى القرن السابع عشر. تحمل الواجهة للمزرعة لوحتين من الحجر تشهدان على أعمال إعادة بناء رئيسية قامت بها في عامي 1736 و 1784. تتميز التوسعات في القرن الثامن عشر بتصميم دقيق من الحجر الجيري المُنتقى بعناية، وسقف مصنوع من ألواح الحجر، ومداخن من الحجر المكون.

- مزرعة هوم (بالإنجليزية: Home Farm)، التي تقع عبر الحديقة، هي أيضًا جزء منها تعود إلى القرن السابع عشر. إنها تتألف من طابقين وسقيفتين، وهي مبنية من الحجر المتناثر مع سقف من حجر كوتسوولد، وتحتوي على نوافذ بأعمدة ونوافذ سقيفة.

- منزل خمسة أجراس (بالإنجليزية: Five Bells Cottages)، الموجود مقابل الكنيسة، يُقال إنه كان حانة في وقت ما وكان يُطلق عليه اسم "خمسة دُباب" في وقت مضى. يعود معظمه إلى القرن الثامن عشر، ولكن تمت أعمال إصلاح واسعة في القرن العشرين.

- هناك مباني أخرى تعود إلى القرن الثامن عشر، بما في ذلك بيكلي هاوس المجاور لمزرعة مانور، وليتل مانور المواجه للغرين، وكلاهما لهما واجهة متناظرة من الحجارة، ومزرعة جيلبرتس، الواقعة أيضًا على جرين، والتي كانت في الأصل منزلين شبه منفصلين. يعود تاريخ المخبز القديم في المنطقة الخضراء إلى عام 1741. [19]

- هناك العديد من المباني المبنية من الطوب والتي يعود تاريخها إلى القرن التاسع عشر عندما كان هناك مصنع للطوب في الرعية. من هذه المباني، يتضمن المسكن الكهنوتي القديم (بالإنجليزية: The Old Vicarage) الذي تم بناؤه حوالي عام 1845 وتوسيعه في 1865 و1915، ويتميز بتفاصيل من الحجر وسقف مائل من السليت، [19] بالإضافة إلى بعض مجموعات الأكواخ، وعدد قليل من المنازل الكبيرة على الطريق المؤدي إلى كينجهام، والعديد من الحظائر، بالإضافة إلى المدرسة والميثودية السابقة. كنيسة صغيرة.

## مدرسة بليدنجتون
بليدنجتون تمتلك مدرسة ابتدائية خاصة بها، تُعرف بمدرسة بليدنجتون، والتي تم تصنيفها بـ 'متميزة' من قبل هيئة تقييم المدارس في إنجلترا (OFSTED) في عام 2011، مما يضعها في أعلى 9% من المدارس الابتدائية على الصعيدي الوطني. هناك مدرسة يومية في بليدنجتون منذ عام 1819، وبحلول عام 1871 كانت هناك مدرستين، إحداهما كانت مرتبطة بكنيسة إنجلترا، والأخرى كانت غير طائفية. تم تشييد مبنى المدرسة الحالي "الذي تبلغ تكلفته أكثر من 900 جنيه إسترليني"،  والمتكامل مع مسكن سيده، عندما تم إنشاء مجلس إدارة المدرسة للرعية في عام 1874. من عام 1877 حصلت المدرسة على منحة حكومية.

## متجر ومقهى مجتمع بليدنجتون
في نهاية عام 2019، بعد عشر سنوات من جمع التبرعات من قبل المجتمع المحلي، تم استبدال متجر ومقهى بليدنجتون المملوك للمجتمع متجر بليدنجتون القرية الذي أغلق في عام 2006. يمتلك متجر ومقهى بليدنجتون أكثر من 360 ساكنًا في بليدنجتون من خلال شركة بليدنجتون لمتجر المجتمع المحدودة، وهي جمعية محافظة وصناعية. تم إنشاء جمعية بليدنجتون وفوسكوت للمجتمع الخيرية. تم جمع أكثر من 350,000 جنيه إسترليني لإطلاق المتجر. يدير متجر ومقهى بليدنجتون المجتمع بواسطة متطوعين محليين ومدير مأجور. يعمل الجزء المخصص لمكتب البريد في المتجر الآن في كينغز هيد مرتين في الأسبوع.

## مهرجان بليدنجتون للموسيقى
مهرجان بليدنجتون للموسيقى (تأسس عام 2000) هو حدث سنوي للموسيقى الكلاسيكية يقام على مدار ثلاث أمسيات صيفية في شهر يونيو ويضم فنانين من الدرجة الأولى من جميع أنحاء العالم.

## بليدنجتون وفوسكوت نيوز
مجلة بليدنجتون وفوسكوت للأخبار هي مجلة تحتوي على أخبار محلية وأحداث، وتُوزَّع شهريًا وتُدعَّم من خلال تبرعات محلية. يمكن العثور على أحدث الأعداد على موقع القرية على الإنترنت.

## الجوائز
فازت القرية بفئة المجتمع "لقرية كالور جلوسيسترشاير لعام 2004". "لقد انبهر القضاة بشدة بحجم النشاط في المجتمع، مع الأخذ في الاعتبار أن عدد السكان أقل من 400 نسمة. إن قدرتها على إدارة عدد كبير من الفعاليات المجتمعية، بدءًا من احتفال القرية السنوي إلى عرضي الزهور ومهرجان الموسيقى، أمر مثير للإعجاب - كما هو الحال مع مجموعة الأنشطة التي تقام في قاعة القرية. لقد تأثرنا أيضًا بالتوفير الذي تقدمه القرية لكبار السن من خلال لجنة الرعاية التابعة للكنيسة المحلية وحقيقة أنها تدعم متجرًا في القرية."
في عام 2012، فازت القرية بفئة المجتمع الأكثر مرونة من جوائز القرية النابضة بالحياة التي يمنحها مجلس المجتمع الريفي في جلوسيسترشاير.

## وسائل النقل

### الطريق
الطريق الثانوي B4450، الذي يربط بين ستو-أون-ذا-وولد وتشيبينغ نورتون، يمر عبر بليدنجتون وقرب كينغهام ويمر أيضًا عبر قرية تشرشل. عادةً ما يستخدم حركة المرور العابرة الطريق السريع A436 الأسرع بين (ستو أون ذا وولد) و(تشيبينغ نورتون)، نظرًا للمسافة الأقصر وتوفير الزمن في الرحلة بمدة 5 دقائق.

### السكة حديدية
تقع القرية على بعد مسافة قصيرة سيرًا على الأقدام من محطة كينجهام التي بها قطارات تتجه إلى أكسفورد ولندن وورسستر.

## معرض الصور

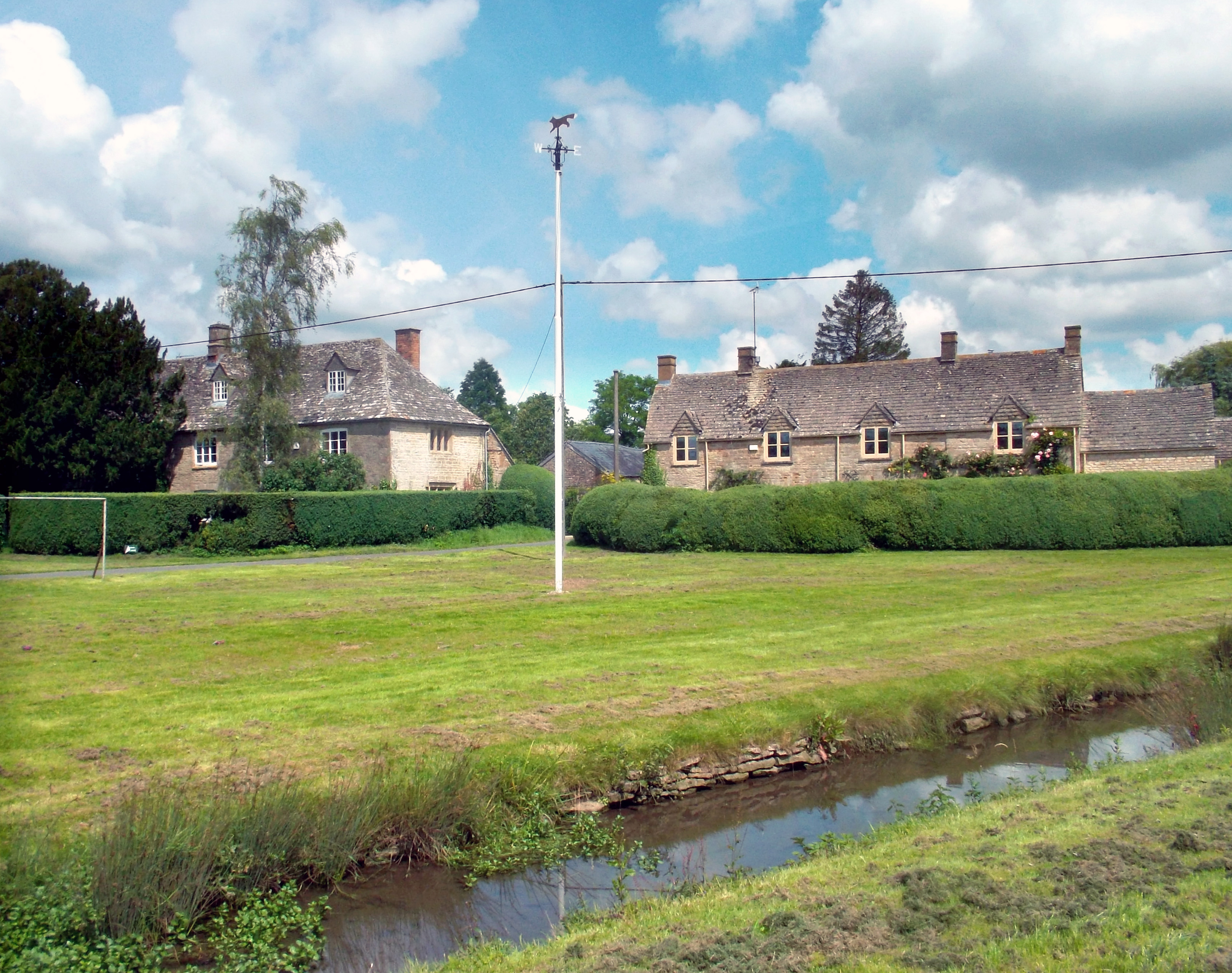
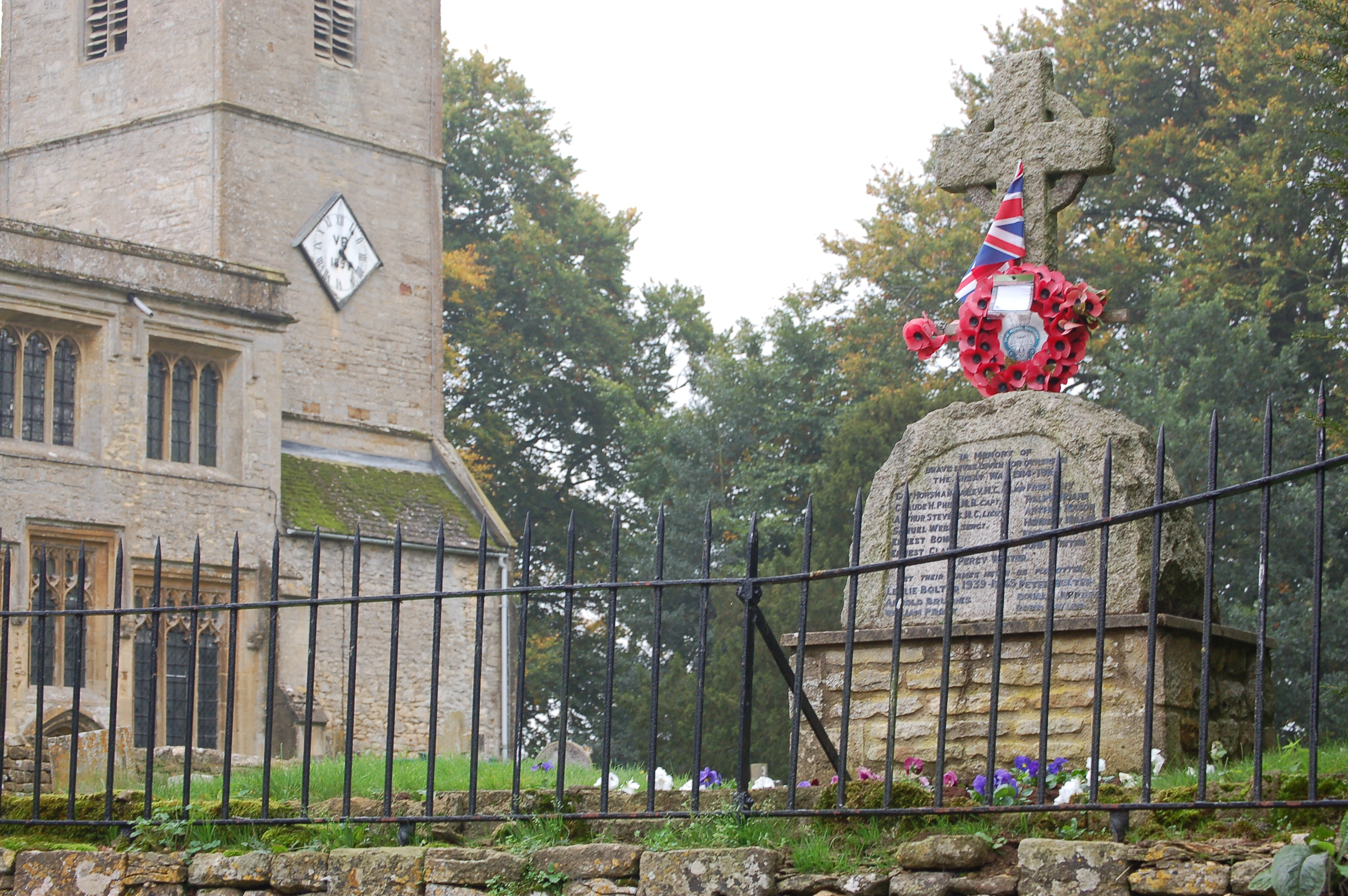
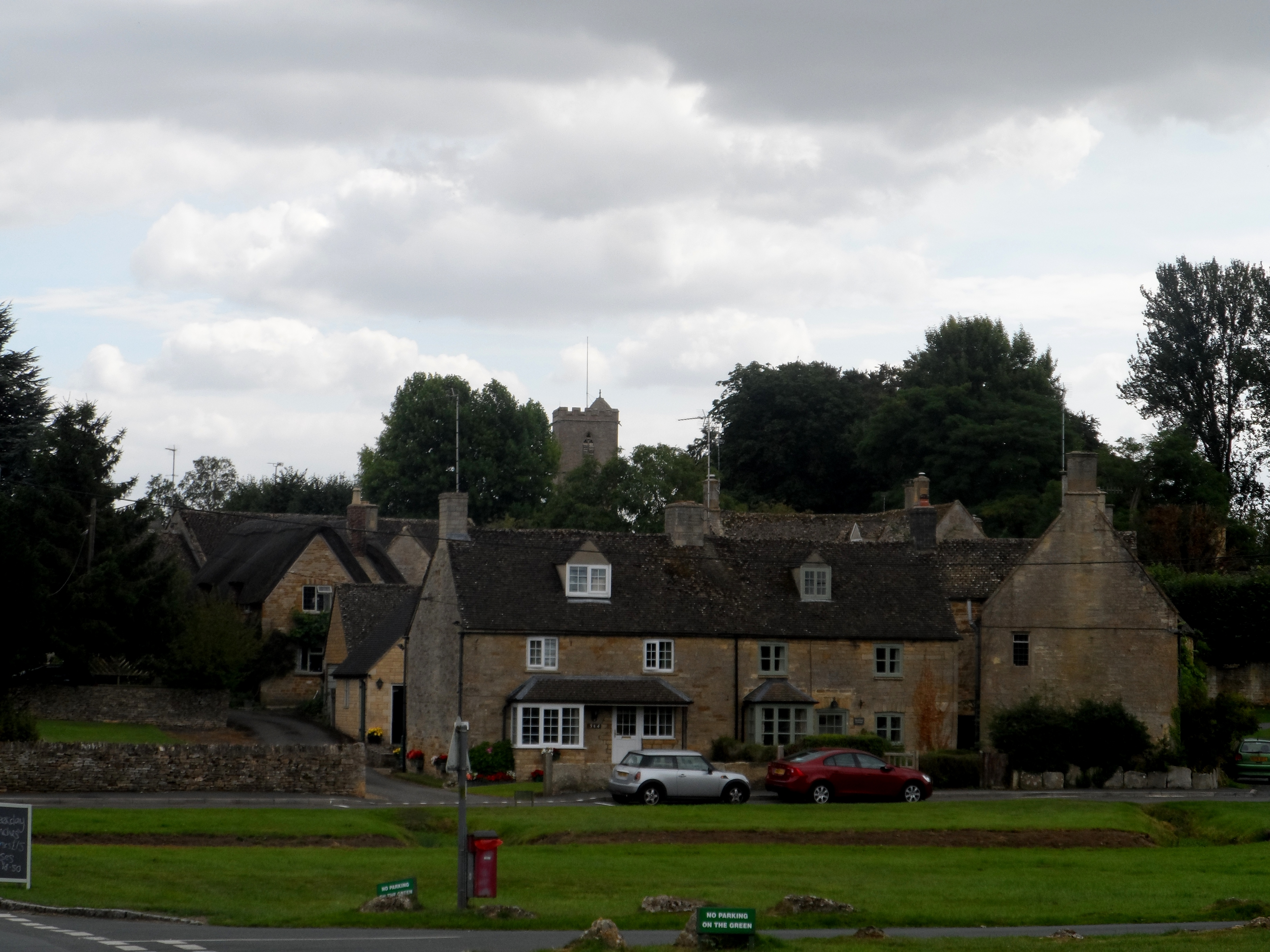
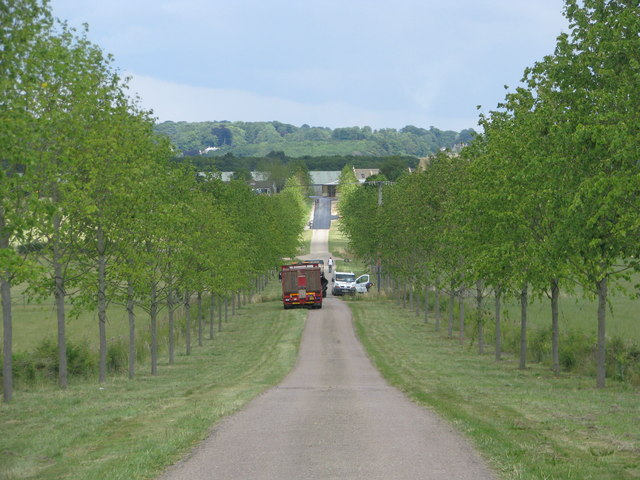
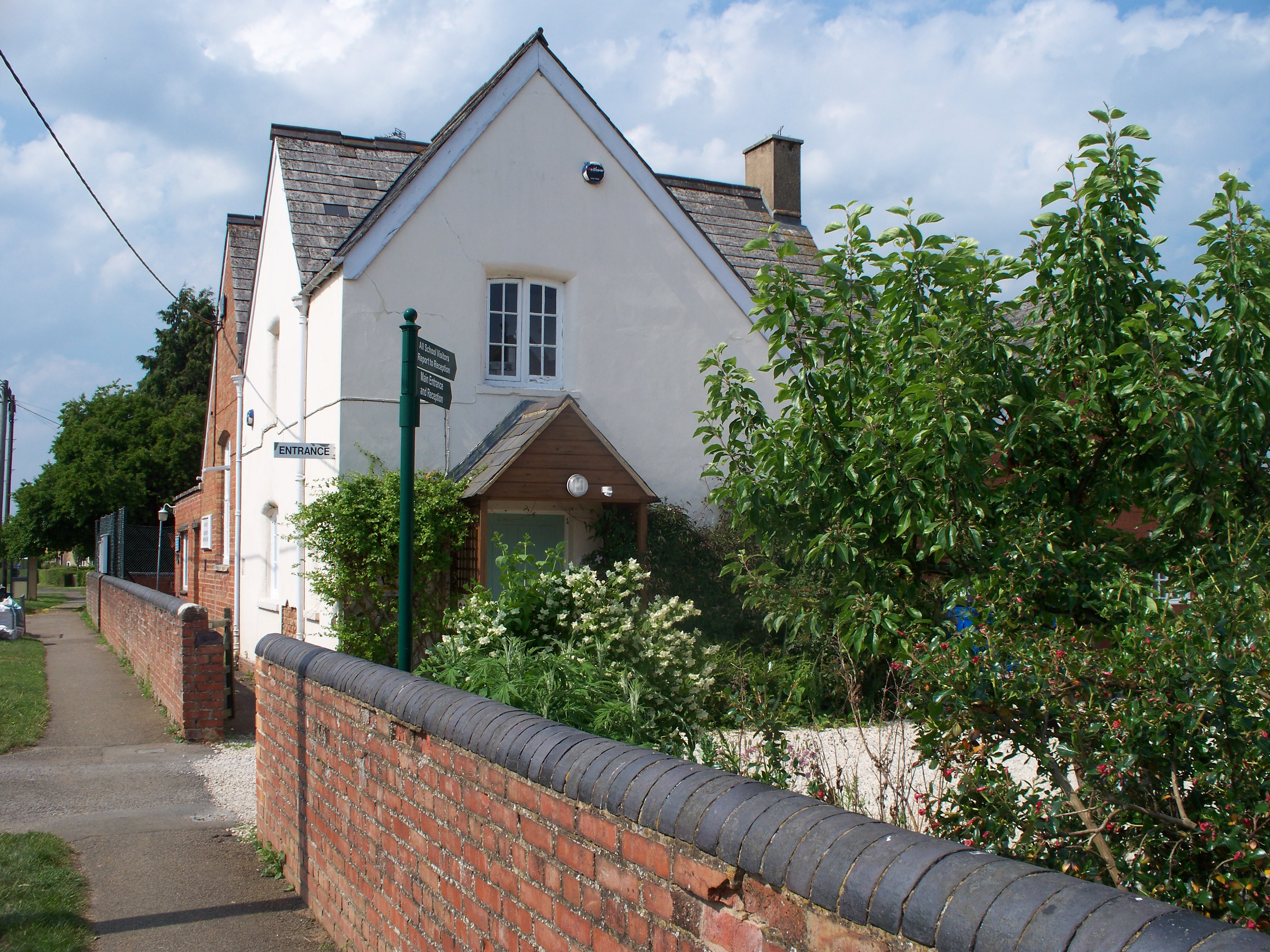
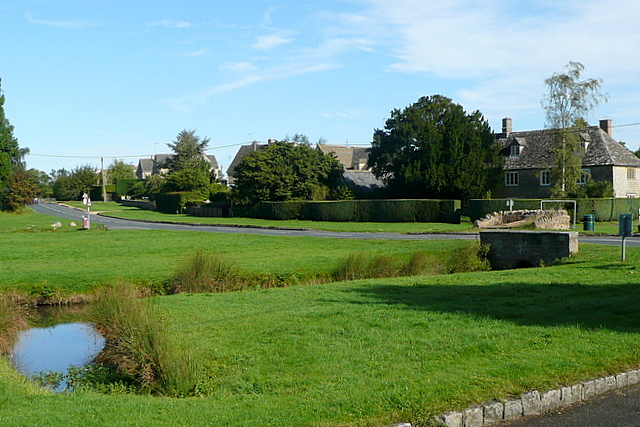
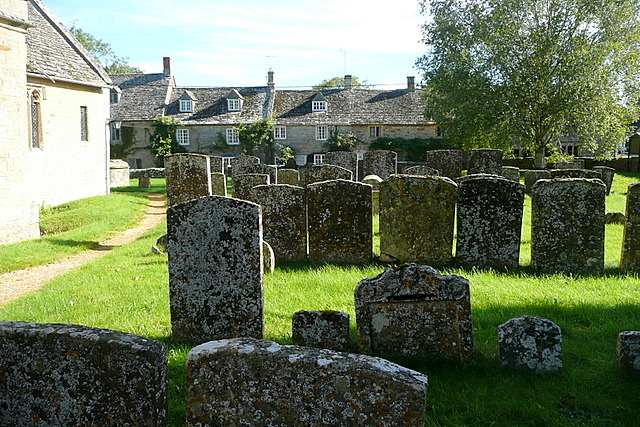
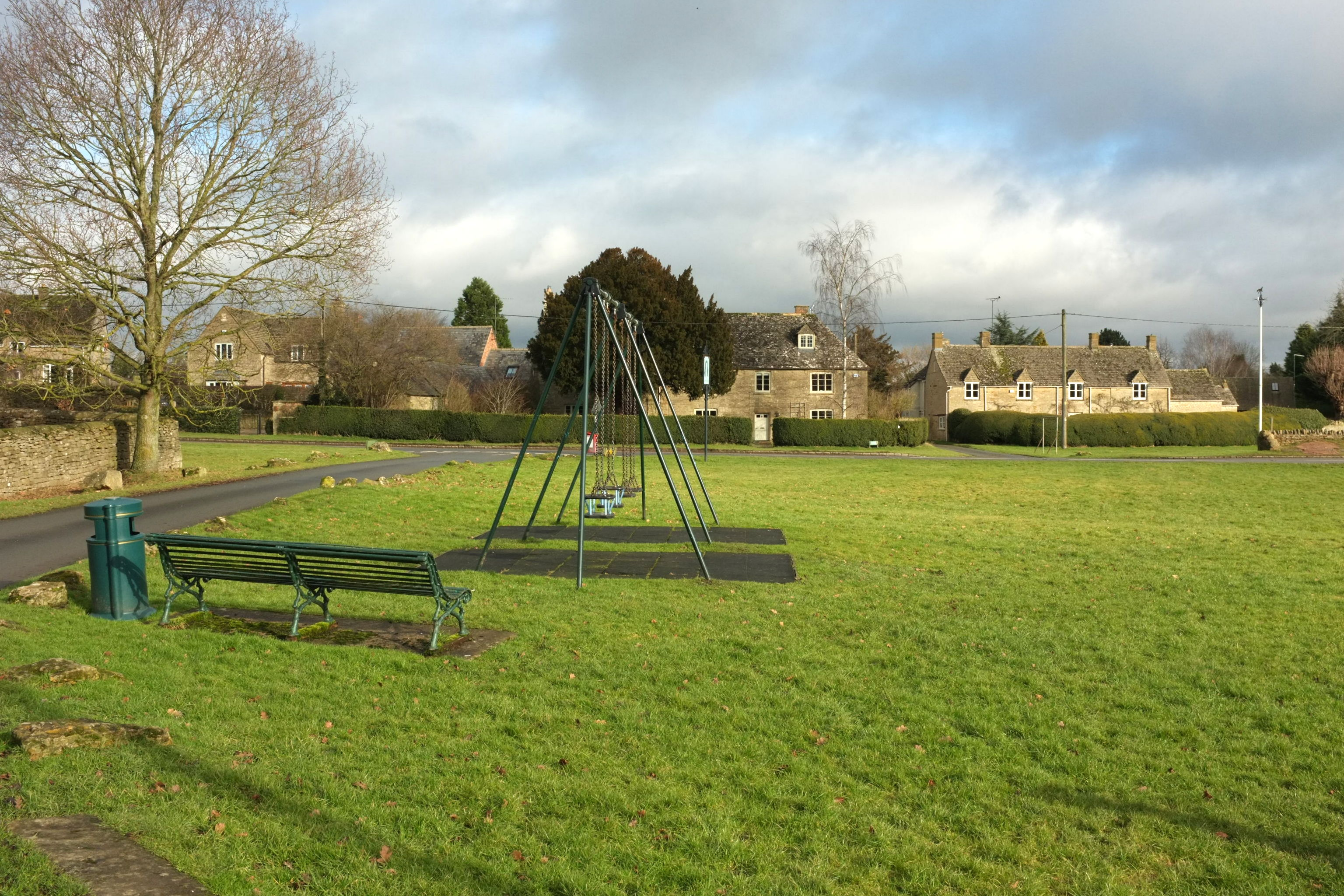
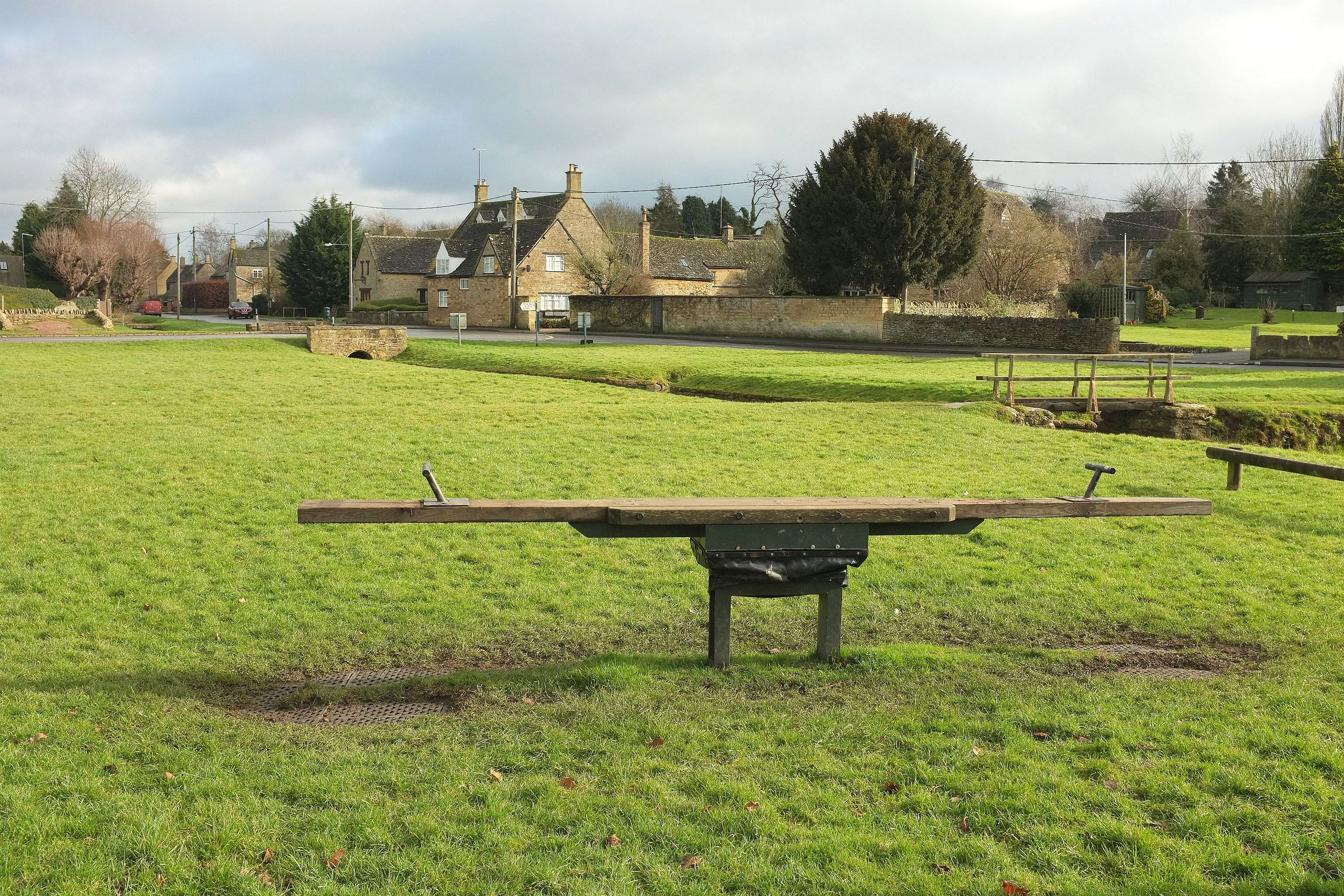
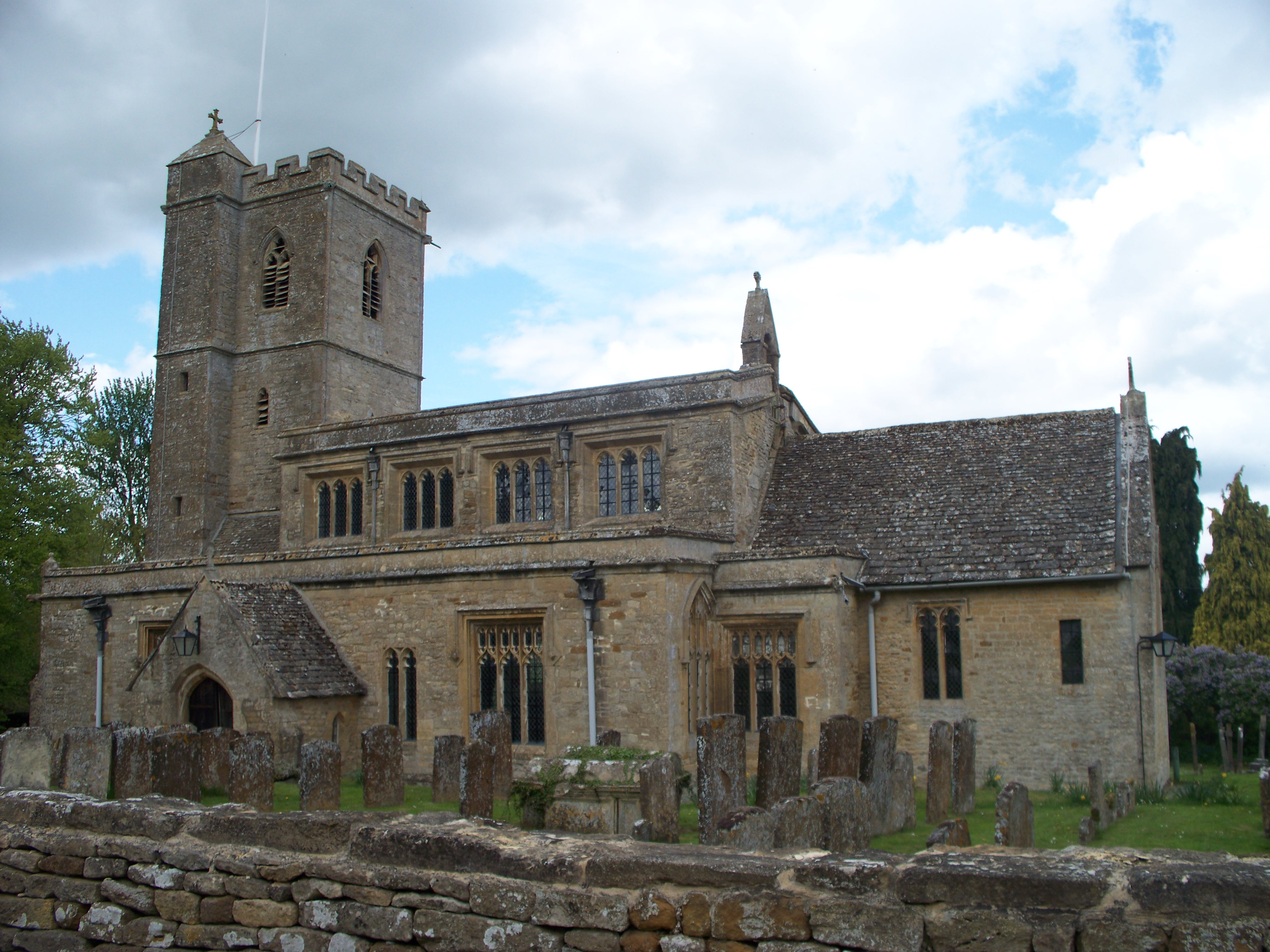